# مقدار منفرد
در ریاضیات مقدارِ تکین یا منفرد، عملگری است که در فضای هیلبرت عمل کرده، و مربع ریشه‌های مقادیر ویژهٔ یک ماتریس است.
مقادیرِ تکین، نامنفی و حقیقی هستند. مفهوم مقدارِ منفرد، توسط ارهارد اشمیت در سال ۱۹۰۷ معرفی شده‌است. اشمیت مقادیر تکین (منحصر به فرد یا منفرد) را در آن زمان به عنوان «مقادیر ویژه» نام نهاد.